# Majid Saeedi
Majid Saeedi (persky مجید سعیدی‎; * 1973, Teherán) je íránský dokumentární fotograf.

## Životopis
Saeedi se narodil a vyrůstal v Teheránu. Fotografovat začal v šestnácti a fotografoval humanitární problémy na Středním východě. Saeediho fotografie byly publikovány v mezinárodních publikacích a umělec získal řadu ocenění.

## Kariéra
Vedl fotografická oddělení různých zpravodajských agentur v Íránu.
Majid získal fotografické ceny z celého světa. Osmkrát získal titul „Nejlepší fotograf Íránu“. Jeho fotografie byly publikovány v mezinárodních publikacích, jako jsou Times, Spiegel, Life, New York Times, Washington Post, Washington Times, Time Magazine a různých publikacích a online agenturách na Středním východě. Majid cestoval do mnoha zemí na Středním východě a fotografoval nespravedlnost a zvěrstva. Například jeden fotografický příběh ukazoval obrazy afghánských lidí, jejichž životy byly ovlivněny desetiletími války v Afghánistánu.

## Ocenění
- 2009 & 2005 POYi Awards, US[4]
- 2010 UNICEF Award, (Germany)[5]
- 2010 International Press Photo Contest (CHIPP), China[6]
- 2010 Henri Nannen Award, Germany[6]
- 2011 Lucie Award, US[7]
- 2012 R.F. Kennedy Award, US[8]
- 2013 World Press Photo (WPP), Nizozemsko[9]
- 2013 National Press Photographers Association (NPPA), US[10]
- 2013 International Press Photo Contest (CHIPP), China[11]
- 2013 RPS Wall Grant, Japan[12]
- 2014 Master Award, Itálie[13]
- 2014 Foto Evidence Book Award, US[14]
- 2014 Prix Lucas Dolega, Francie[15]
- 2015 Photo Reporter, Francie[16]

## Výstavy
- Siena Art Gallery, Itálie 2016[17]
- Goethe Gallery, India 2016[17]
- Arp Museum, Germany 2015[18]
- Esquina Gallery, Marseilles, Francie 2015[19]
- Bronx Documentary Center, New York City 2015[20]
- Charlwood Art Gallery, UK 2014[21]
- Photo Museum Estonia, 2014[22]
- la maison des photographs, Paříž, Francie, 2014
- Lody Gallery Milano, Itálie 2014
- Peace Foundation Special Review, Bolzano Itálie, 2014
- Uk Gallery, 2013
- 25th Anniversary of Visa Pour L’Image, Perpignan, Francie, 2013
- Reminder Photography Stronghold Wall Grant, Tokijo, Japonsko, 2013
- Photo Report/ Age Festival Pmarico, Basilicata, Itálie, 2013
- Noorderlicht Gallery, Groningen, Nizozemsko, 2012
- VII Gallery New York City, 2011
- And Plus 30 Group Exhibitions[17]

## Knihy
- Life in War, US[23]
- Daily Life, Francie

## Galerie

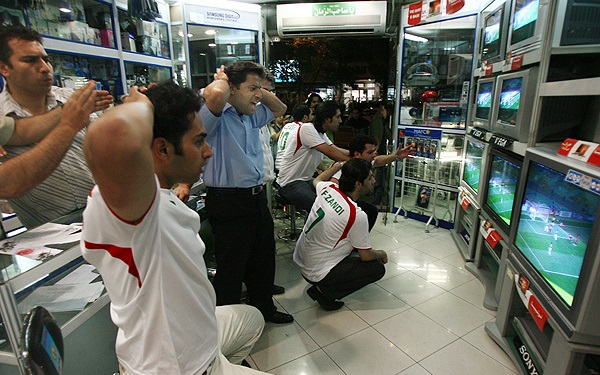
Írán vs Mexiko, fotbalový zápas, přímý přenos v TV, Teherán, 12. června 2006
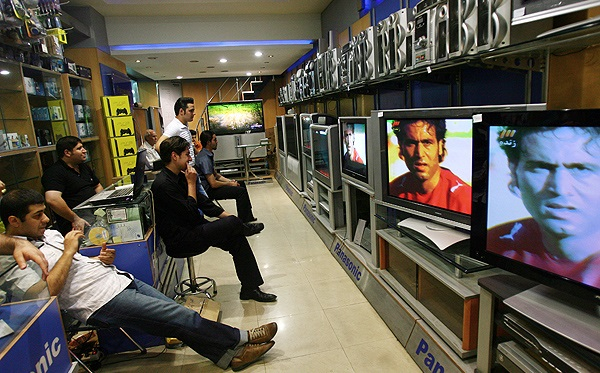
Írán vs Mexiko, fotbalový zápas, přímý přenos v TV, Teherán, 12. června 2006
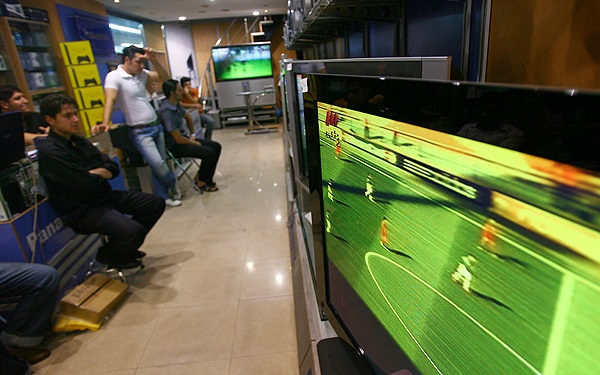
Írán vs Mexiko, fotbalový zápas, přímý přenos v TV, Teherán, 12. června 2006
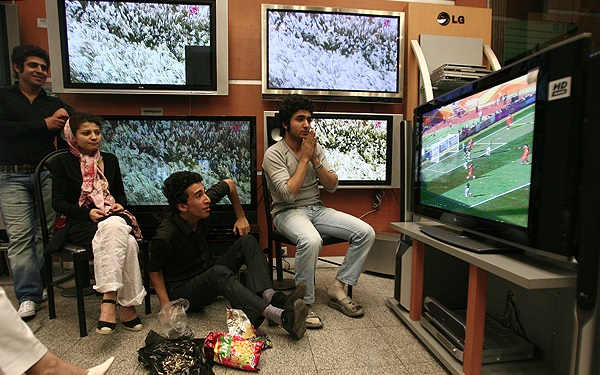
Írán vs Mexiko, fotbalový zápas, přímý přenos v TV, Teherán, 12. června 2006
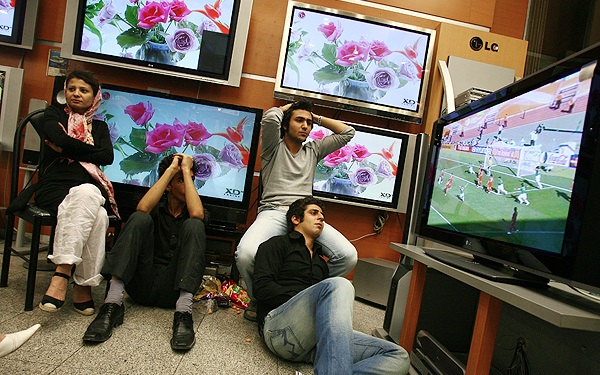
Írán vs Mexiko, fotbalový zápas, přímý přenos v TV, Teherán, 12. června 2006